# 布雷達37重機槍
37型8毫米口徑布雷達機槍義大利語：（通常稱為布雷達Mod.37，或是簡稱為布雷達M37、布雷達37）是一款由義大利武器生產商 布雷達公司所研製和生產的重機槍，1937年被意大利皇家陸軍所採用，可發射8×59毫米Rb布雷達和7.92×57毫米毛瑟兩種口徑的子彈。
布雷達M37是第二次世界大战期間意大利皇家陸軍的制式機槍，在戰爭結束後仍被意大利陸軍使用。與較為麻煩、用於班／排的火力支援的布雷達30輕機槍相比，布雷達M37被用作连／营的支援，儘管有著一些與布雷達30相同的問題特徵，但事實證明，其在戰鬥中的效能要高得多。

## 設計與操作
布雷達M37是氣動及氣冷式重機槍。布雷達使用的彈藥為比其競爭對手稍大的8×59毫米Rb布雷達子彈。與其他步兵機槍不同的是，布雷達並無在發射後將彈殼初步抽出的凸輪機構，這意味著每發子彈在裝入膛室以前，都必須先通過注油機構進行上油。如此一來，卻吸引了灰塵和碎屑，特別是在沙漠環境中，例如第二次世界大戰戰役當中，意大利皇家陸軍在利比亞和西部沙漠的遇上的灰塵。
另一個缺失在於該槍以20發彈匣供彈。這限制了其連續射擊，是因為必須在第二名操作人員接連地將供彈具裝入供彈口時，它才可以持續射擊（儘管在氣冷式的情況下，該槍無論如何都無法作超過短點射的射擊，否則槍管會迅速過熱）。這些彈藥仍然必須加油以阻止彈殼粘在膛室裡，這帶來了所有的缺點。該設計的另一個特殊之處是，每發射一發子彈以後，消耗了的彈殼就會再插入供彈機盤當中。執行此功能所需的机械能導致其射速大大降低，而每當彈殼再插入時，往往會導致武器很容易就卡彈，甚至稍微偏離直線。這也意味著，如果必須重新使用金屬匣，射手的助手首先必須從供彈機盤當中移出空彈殼。儘管這不是問題，因為供彈機盤會使得裝填機構在從機盤中抽出空彈殼的同時為機盤重新裝填下一發彈藥。
但這種設計缺陷實際上是故意的。在當時的一部份軍隊當中，回收彈殼以進行再裝彈可是一種普遍做法（在彈藥箱標籤上可見收集與清潔擊發過後的彈藥的警告）。機盤應該帶著仍在的空彈殼一起返回彈藥補給站以內。在那裡將機盤清空並且重新裝填，而空彈殼重新裝箱及重新包裝以便重新裝填。但戰鬥的現實卻使得這個想法不切實際。

## 服役使用

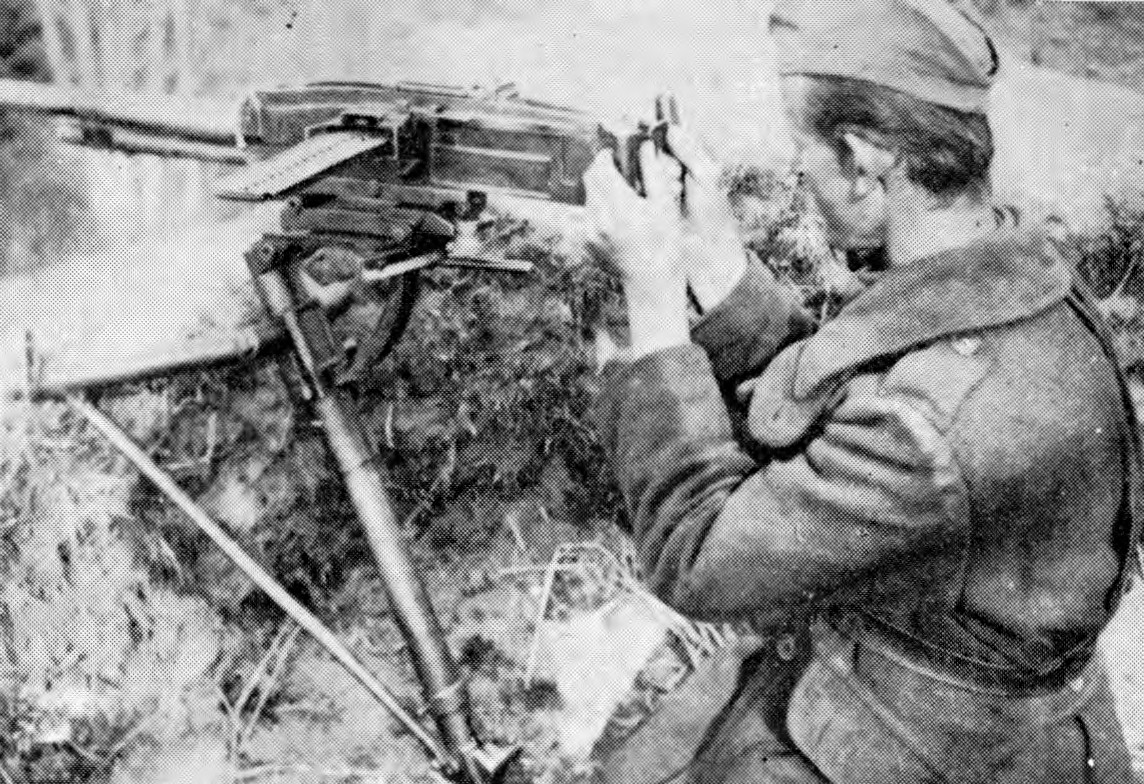
被斯洛文尼亞游擊隊所操作的布雷達M37。

在使用中，布雷達37和38被證明是相當可靠的中型機槍。也許是因為重型支援武器引起了操作人員的更多關注，所以現場報告總體上偏向正面，除了在西部沙漠當中，由沙漠的沙塵引發的卡彈以外，這在一定程度上影響了所有步兵機槍。布雷達37的低射速有助於防止長時間射擊時弔發過熱，而其強大的重彈丸型子彈具有出色的射程和穿透力。儘管如此，這挻機槍的重量幾乎是德國機槍的兩倍，而且比M1919等武器更為沉重。事實上，它亦是第二次世界大戰當中最沉重的步槍口徑機槍，使用和部署起來可是不必要地複雜。對於意大利軍來說，這是另一個問題，他倆的機動性受到薄弱的卡車車隊所限制。該三腳架增加了約20公斤的重量，使其重達40公斤。
M37也被葡萄牙武裝部隊所採用，將其以7.92毫米M/938布雷達重機槍（Metralhadora pesada 7,92 mm m/938 Breda）之名投入服役。在葡萄牙殖民地戰爭的初期，可見布雷達機槍在葡萄牙的非洲殖民地當中廣泛的服役。
布雷達M38（Breda Modello 38）是供車輛使用型，從頂部插入的24發彈匣供彈。從M38擊發過後的彈殼會被裝在機槍下方的彈殼收集袋裡。M38所使用的是手槍握把，而非M37的雙手擊發式握把。這是意大利皇家陸軍用於戰鬥車輛以上的主要車載機槍。
第二次世界大戰期間，英聯邦部隊在戰鬥中曾使用從意大利繳獲的一部份武器。
在卡西伯勒停戰和德國占領之後，落入國防軍手中的該機槍被命名為s.MG 259(i) （全寫：schweres Maschinengewehr 259 (italienisches)）。
在第二次世界大戰以後重新啟用的阿爾卑斯山牆地堡當中，戰鬥室內都裝備了多挺該機槍。
生產在1943年結束。戰後它仍被用作制式機槍，直到被更現代化的機槍，如莱茵金属MG3通用機槍所取代。
 義大利所採用的布雷達M37（Breda Modello 37）是唯一發射8×59毫米Rb布雷達口徑子彈的版本。
 西班牙佛朗哥時期的西班牙採用了發射7.92×57毫米毛瑟口徑子彈的布雷達M37機槍。
 葡萄牙其右翼政府在西班牙採用不久以後，亦採用了7.92×57毫米毛瑟口徑的Breda 37並且命名為M/938布雷達機槍。
至今，它可以在某些衝突地區當找出來。它仍然生產並且轉作漆彈射擊機槍，並於1969年喬治·費羅尼執導的電影《阿拉曼戰役》當中登場。

## 註腳
1. 1 2 3 4 5 6 7  Pignato，第42–43頁.
2. ↑  Abbott, Peter, and Rodrigues, Manuel, Modern African Wars 2: Angola and Mozambique, 1961-1974, Osprey Publishing (1998), p. 18
3. ↑  Armamenti su vecio.it.

## 外部連結
- Comando Supremo: Italy at War（英文）